# Азори
Азорска острва или краће Азори (порт. Açores; службено: Аутономна регија Азори, порт. Região Autónoma dos Açores) је португалско острвље у северном Атлантском океану, око 1500 km западно од обале Европе, тј. од копненог дела Португалије. Азорска острва су истовремено и аутономна покрајина Португалије, а њен највећи град и седиште, Понта Делгада, је и управно седиште покрајине. Како Азорска острва имају статус аутономне покрајине тако су она и саставни део Европске уније као њен крајњи обод.
У оквиру Азорских острва издвајају се девет значајних острва. На западу су Флорес и Корво, у средини су Грасиоза, Теркеира, Сао Жорге, Пико и Фајал, док су Сао Мигел и Санта Марија на истоку.

## Положај
Азорска острва се налази на 1500 km од најближег копна, обале Португалије (Лисабона). Од најближе тачке источне обале Северне Америке острвље је удаљено 3.900 km.

## Природне одлике
Површина свих острвља Азора је 2.346 km². Острвље се састоји од девет великих и осам малих острва, од чега су три острва су по површини већа од Малте. Острвље се протеже на више од 600 km правцем исток - запад. Девет значајнијих острва је подељено у три скупине, источну, централну и западну. Острва одређују и поморску економску зону од 1,1 милиона km².
Девет главних острва (према величини):
- Сан Мигел - 759
- Пико - 446
- Теркеира - 403
- Сан Жорге 246
- Фајал - 173
- Флорес - 143
- Санта Марија - 97
- Грасиоза - 62
- Корво - 17

Рељеф: Азорска острва су образована током терцијара у алпинској фази. Вулкански кратери и купе откривају вулканско порекло острва. Последњи вулкан је имао ерупцију 1957. године, а то је био вулкан на острву Фајал. За време ерупције повећала се површина острва. Највиши врх је на планини Пико на острву Пико, висок 2351 метар и представља највиши врх у целој Португалији. Азори су, заправо, врхови највиших планина света, ако се мери од дна околног океана. Одређена острва су више заравњена (Сан Мигел), док су нека изразито планинска (Фајал).
Клима: Архипелаг има средоземну климу. Просечна количина падавина повећава се од истока према западу и креће се од 700 до 1600 милиметара.
Воде: Острвље се налази у средишњем делу северног Атлантика, па је становништво вековима упућено на море. На острвима постоје краћи водотоци, али ниједан нема већи значај. Постоје и мања језера, која су смештена у некадашњим вулканским кратерима.

## Историја
Азорска острва су била позната у 14. веку, што се може видети из једнога каталонског атласа. Поново их је открио 1427. г. један од капетана, који је пловио за Хенрија Морепловца.
Настањивање тада ненасељеног острвља започело је 1439. године. Филип II од Шпаније је 1583. послао иберијску флоту да очисти Азоре од француских трговаца. Азори су се вратили под контролу Португалије крајем Иберијске уније. Тада је народ Азора напао добро утврђен гарнизон Кастиљанаца.
Грађански рат 1820. у Португалији имао је своје последице на Азорима.
За време Другог светског рата португалски диктатор Антонио Салазар изнајмио 1943. године је Азоре Британцима. То је била промена политике, јер је дотад допуштао само немачким подморницама и бродовима да се снабдевају горивом, а уједно је то била преломна тачка битке за Атлантик, јер је омогућила савезницима да обезбеде ваздушну надмоћ у средини Атлантског океана. На тај начин савезници су могли пратити подморнице и штитити конвоје. Американци су 1944. основали базу на острву Санта Марија, али та база је била кратког века. На острву Теркеира основана је 1945. године заједничка америчко-португалска база. Та база је била важна током Хладног рата, јер су одатле патролирале подморнице и тражиле совјетске подморнице. Осим тога користи се и за снабдевање горивом авиона на путу преко океана.

## Становништво
ПО проценама из 2009. године на острвљу живи око 245 хиљада становника, од чега око 60% живи на острву Сан Мигел, које чини мање од 1/3 укупне површине. Етнички Португалци чине апсолутну већину становништва, али се последњих деценија овде населио приметан број некадашњих туриста.
Густина насељености је око 100 ст./км², што близу државном просеку (око 105 ст./км²). Међутим, густина насељености веома колеба између појединих острва, па је острво Сан Мигел (где је и главни град) са густином од близу 200 ст./км², док су већина других острва, а посебно мања, осетно испод просека за острвље.

## Управна подела и насеља
Покрајина Азори је подељена на 19 општина (concelhos), које се даље деле на 156 насеља (Freguesias).
Општине у округу су:
| - Ангра до Ероизмо - Велас - Вила до Порто - Вила Франка до Компо - Калета - Корво - Лажес дас Флорес | - Лажес до Пико - Лажоа - Мадалена - Нордесте - Орта - Повоашао - Понта Делгада | - Праја да Виторија - Рибеира Гранде - Санта Круз да Грасиоза - Сао Роке до Пико - Санта Круз дас Флорес |

Највеће насеље је средиште острвља, град Понта Делгада, који има око 40 хиљада ст, а са околином има двоструко више. Други важан град је град Ангра до Ероизмо на острву Теркеира, који је познат као историјско средиште Азора.

## Привреда
Најзначајнија делатност на Азорима је данас туризам уз традиционалне делатности, пољопривреду и поморство.
Азори су важно саобраћајно чвориште на Атлантику.